# Elliptio monroensis
Elliptio monroensis är en musselart som först beskrevs av I. Lea 1843.  Elliptio monroensis ingår i släktet Elliptio och familjen målarmusslor. Inga underarter finns listade i Catalogue of Life.